# Bartolomeo da Amelia
Bartolomeo da Amelia (prima metà del XIII secolo – 1291) è stato un vescovo cattolico italiano.

## Biografia
Bartolomeo da Amelia fu noto per le sue abilità in ambito diplomatico ed ebbe numerosi incarichi di fiducia e notevole importanza da parte dei pontefici. Membro dell'Ordine dei frati minori, fu inquisitore dal 1260 per la provincia di San Francesco di Foligno, poi per la provincia romana dal 1264 al 1272, e infine a Orvieto, dove riuscì a sradicare una comunità di eretici insieme all'inquisitore Benvenuto di Orvieto.
Fu inviato presso Rodolfo I d'Asburgo per conto di papa Giovanni XXI, in merito ad una controversia sorta con Carlo I d'Angiò.
Venne nominato vescovo di Grosseto il 9 aprile 1278 da papa Niccolò III, il quale si era opposto all'elezione di Bindo di Montorgiali, preposto della cattedrale, effettuata dal capitolo di Grosseto in seguito alla morte del vescovo Azio. Fece parte della delegazione pontificia – insieme a Bartolomeo da Siena, Filippo da Perugia e Angelo da Orvieto – inviata a Costantinopoli presso l'imperatore Michele VIII Paleologo per tentare un riavvicinamento tra la Chiesa greca e quella di Roma. In assenza del vescovo, ricevettero l'incarico di protettori i conti Ildebrandino il Rosso e Ildebrandino di Santa Fiora della casata degli Aldobrandeschi; nel 1285 fu nominato vicario generale frate Giacomo, o Jacopo, di San Galgano.
Sotto il pontificato di papa Niccolò IV, fu vicario urbis dal 27 giugno 1288 e vicario pontificio in Romagna nel 1289. Il 20 maggio 1290 ricevette l'incarico di consegnare una lettera a re Edoardo I d'Inghilterra affinché abrogasse alcune disposizioni circa le libertà ecclesiastiche. Prese parte al concilio di Londra: giunse in ritardo, a lavori già iniziati, ed ebbe da ridire circa alcune decisioni prese in sua assenza, intervenendo contro lo stesso re. Morì poco dopo, intorno al 1291.